# Compañía del Ferrocarril Santander–Mediterráneo
Die Compañía del Ferrocarril Santander–Mediterráneo, vereinfacht Ferrocarril Santander–Mediterráneo, abgekürzt SM, in Deutsch in etwa Eisenbahngesellschaft Santander–Mittelmeer, war eine Eisenbahngesellschaft in Spanien, die 1924 gegründet wurde und 1941 in die Staatsbahn Renfe integriert wurde.

## Geschichte
Die ersten Überlegungen, eine Eisenbahnstrecke von Burgos nach Santander zu bauen, wurden Ende des 19. Jahrhunderts gemacht und hatten primär strategische Ziele. 1908 entstand die Idee den Hafen von Santander mit demjenigen von Valencia zu verbinden, die von den Regierungen der Städte Burgos, Soria und Saragossa unterstützt wurde. Dadurch wäre Santander über bestehende Linien auch direkt mit Burgos und Madrid verbunden gewesen.
Die Arbeiten wurden an zwei Eisenbahnunternehmen vergeben: der Nordabschnitt Calatayud–Santander an die SM, der Südabschnitt Calatayud–Sagunt an die Compañía del Ferrocarril Central de Aragón (CA).
Unter der Diktatur von General Miguel Primo de Rivera begannen 1925 die Bauarbeiten an der Strecke, die schnell voranschritten. Bis 1930 war die 366 km lange Strecke von Calatayud bis Cidad de Valdeporre fertiggestellt, doch dann wurden die Arbeiten gestoppt, weil es Schwierigkeiten mit der Querung des Kantabrisches Gebirges gab. Nach dem Ende des Spanischen Bürgerkriegs wurden die Arbeiten wieder aufgenommen, wobei eine neue Streckenführung gewählt wurde. Die SM sollte nicht mehr in Ontaneda an die Schmalspurbahn nach Santander anschließen, sondern direkt nach Santander führen. Dazu wurde der 6975 m lange Engaña-Tunnel gebaut, der bis zur Inbetriebnahme der Schnellfahrstrecken der längste Eisenbahntunnel in Spanien war, aber nie in Betrieb genommen wurde.
1959 wurden die Bauarbeiten endgültig eingestellt. Bis Santander fehlten somit 63 km Strecke, wobei auf deren Hälfte bereits der Unterbau fertiggestellt war. Der Verkehr auf der Strecke, die bereits in Betrieb stand, war ohne den Anschluss an den Hafen in Santander spärlich geblieben, besonders auf dem Abschnitt Burgos–Cidade Dosante. Am 1. Januar 1985 wurde der Verkehr vollständig eingestellt.